# Guitar Songs
Guitar Songs es el segundo extended play de la cantautora estadounidense Billie Eilish. Fue lanzado digitalmente el 21 de julio de 2022 por Darkroom e Interscope Records. Eilish estrenó su primera canción, "TV", durante la etapa europea de su Happier Than Ever The World Tour en Manchester.
El EP consta de dos temas, con letras personales e instrumentación compuesta por guitarras acústicas y pianos. Los críticos elogiaron Guitar Songs por su lirismo, que creían que le permitió a Eilish demostrar su talento como compositora.

## Antecedentes
La cantautora estadounidense Billie Eilish lanzó su segundo álbum de estudio, Happier Than Ever, el 30 de julio de 2021. "The 30th" fue la primera canción que ella y su hermano, Finneas O'Connell, escribieron después del lanzamiento, que hicieron el 30 de diciembre de 2021. Se decidió por el título porque el 30 de noviembre de ese año, "algo sucedió... y había sido lo más indescriptible [que tuvo] que presenciar y experimentar". Después de escribir "El 30", escribieron "TELEVISOR". Para ambas canciones, Finneas se encargó de la producción.
Eilish y Finneas escribieron "TV" mientras la Corte Suprema de los Estados Unidos discutía el caso Dobbs v. Jackson Women's Health Organization. Un borrador de la decisión judicial se filtró en línea en mayo de 2022. El borrador filtrado sugería planes para anular Roe v. Wade, un caso histórico que había convertido el aborto en un derecho constitucional en el país. Eilish, conocida por su historial de activismo político, se entristeció por la filtración y sintió que sus derechos como mujer le estaban siendo despojados. Semanas después de que ella y Finneas terminaron de escribir canciones, la Corte Suprema decidió anular Roe v. Wade, para horror de Eilish.
Eilish apareció como invitada en el episodio final de The Ellen DeGeneres Show el 26 de mayo de 2022. Durante una conversación con la presentadora Ellen DeGeneres, reveló que la idea de un tercer álbum de estudio ya estaba en su mente. Antes del episodio, Eilish se había embarcado en una gira mundial en apoyo de Happier Than Ever, que comenzó el 3 de febrero de 2022. Durante la fecha de la gira en Manchester en junio de 2022, debutó con "TV" a través de una presentación en vivo con Finneas, quien proporcionó instrumentos a través de la guitarra acústica. Esta fue la primera vez desde alrededor de 2017 que dio una vista previa de una canción inédita. A Eilish se le ocurrió la idea después de ver a Harry Styles hacer lo mismo con "Boyfriends" en el festival de música de Coachella, pensando que una presentación en vivo le permitiría expresar su vulnerabilidad.

## Música y letras
Las canciones de guitarra de reproducción extendida (EP) consisten en dos baladas melancólicas que presentan la voz suave de Eilish sobre una guitarra acústica: "TV" y "The 30th".  La producción de ambas canciones recuerda a las obras más antiguas de ella y de Finneas, creadas cuando querían escribir canciones en la casa de sus padres con nada más que una guitarra. Eilish comentó: "Esas son nuestras raíces... Quería volver y hacerlo como solíamos [hacer música]". Los periodistas musicales estaban de acuerdo en que el EP fue impulsado principalmente por sus interpretaciones vocales y su composición; sus letras son personales y se basan principalmente en sus experiencias de vida recientes.  En palabras de Laura Snapes para The Guardian, Guitar Songs muestra a Eilish mientras observa la destrucción de varias cosas en su vida que valora mucho.  "Pero Eilish, desarrollándose a gran velocidad como compositora", escribe Snapes, "no está mirando para otro lado".
"TV", el primero de la lista de canciones, trata sobre los trastornos alimentarios, la salud mental, el juicio por difamación entre los actores Johnny Depp y Amber Heard, y el resultado del caso Dobbs.  Snapes escribió que la inmediatez y la ansiedad estaban en el centro de la "TV", demostrada a través de la voz de Eilish.  "The 30th" se centra en un accidente automovilístico que experimentó uno de los seres queridos de Eilish.

## Lanzamiento

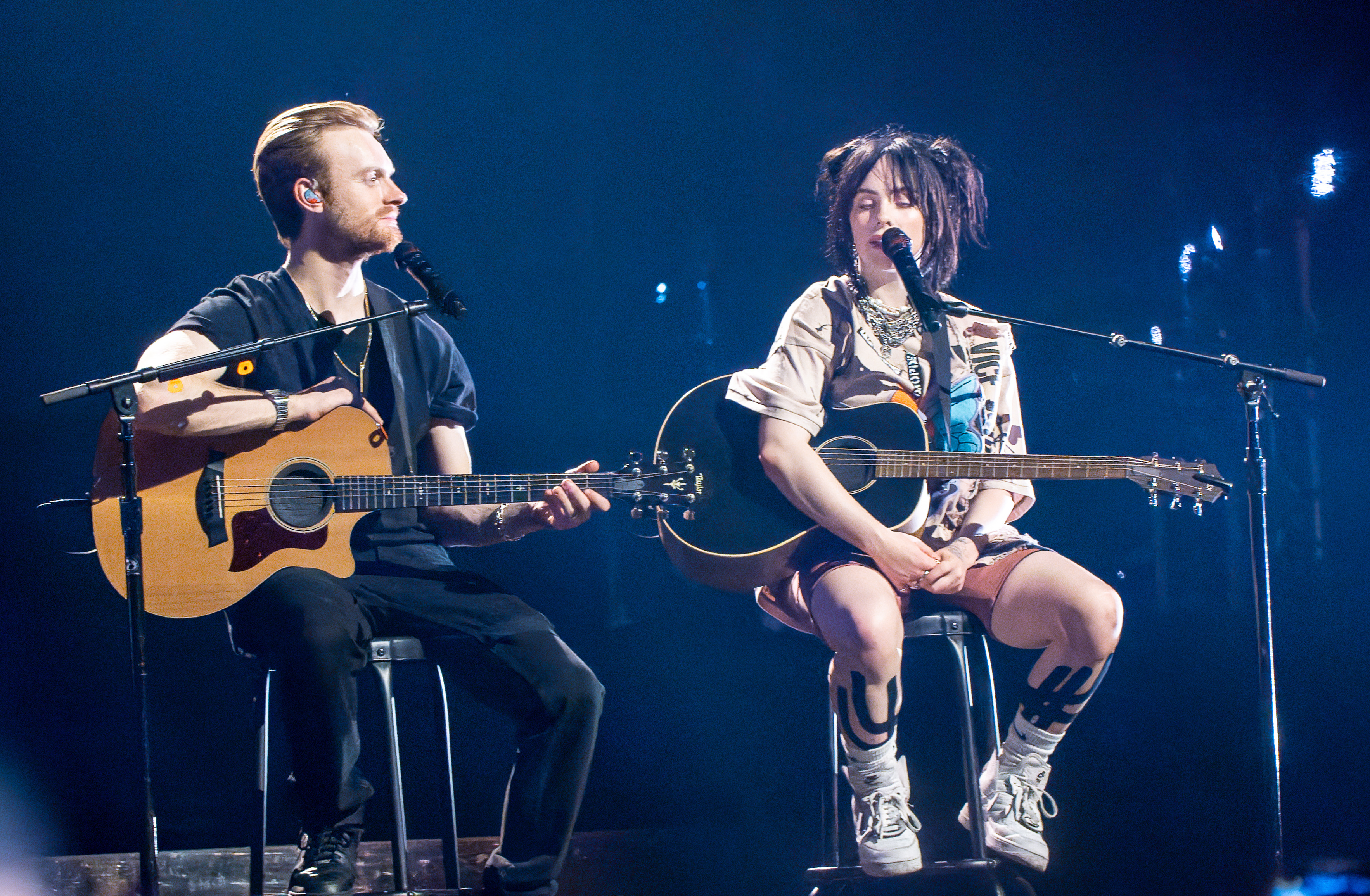
Billie Eilish estrenó una canción inédita para el EP durante una gira mundial en apoyo de su segundo álbum de estudio

Darkroom e Interscope Records lanzaron Guitar Songs a través de descarga digital y formatos de transmisión el 21 de julio de 2022, inesperadamente. Para esa fecha, Eilish y Finneas habían escrito solo el material para el EP. Después del lanzamiento, tuvo una entrevista con Zane Lowe para Apple Music.
Un tema de su conversación fue la decisión de Eilish de lanzar por sorpresa Guitar Songs. Ella le dijo a Lowe que inicialmente planeaba incluir sus pistas para su tercer álbum de estudio; sin embargo, después de pensarlo un poco, decidió no hacerlo. Sintió que "TV" y "The 30th" tenían que lanzarse antes, en parte porque quería difundir sus mensajes al público lo antes posible: "Estas canciones son realmente actuales para mí y son canciones que quiero haberlo dicho en este momento". Otra razón fue porque se había cansado de hacer muchas promociones para la próxima música. Eilish explicó, "[esto] está bien, pero ha pasado tanto tiempo desde que hice música y luego salió, ¿sabes a lo que me refiero?"
Tras el lanzamiento del EP, sus pistas se ubicaron en múltiples territorios en todo el mundo. En los Estados Unidos, "TV" y "The 30th" debutaron, respectivamente, en los números 52 y 79 del Billboard Hot 100. En otros lugares, las dos canciones alcanzaron el top 40 de las listas en Irlanda, Nueva Zelanda, Australia, y el Reino Unido. En términos de desempeño comercial internacional, "TV" ingresó al Billboard Global 200 en el número 25 y "The 30th" en el número 50. Después del lanzamiento de Guitar Songs, Finneas reapareció en la lista Billboard Hot 100 Producers, lo que lo convirtió en la primera persona en pasar 100 semanas allí, y en Hot 100 Songwriters junto a Eilish. Debutó en los números 16 y 23 en las dos listas, respectivamente.

## Recepción crítica
Antes del lanzamiento del EP, "TV" se convirtió rápidamente en un favorito de los fans. Durante la semana de su lanzamiento, Billboard realizó una encuesta en línea pidiendo a sus lectores que votaran por su nueva música favorita. Guitar Songs encabezó la encuesta, elegida por el 60% de los encuestados.
Snapes le dio a Guitar Songs cuatro estrellas de cinco, escribiendo un "cambio de perspectiva mareante que sustenta [eso]". Para The New York Times, Jon Pareles describió el EP como "modestamente rasgueado pero ricamente producido". Steffanee Wang de Nylon elogió Guitar Songs en parte por su voz, calificándola de poderosa "como siempre".
Wang, junto con el Manila Bulletin, elogió a Guitar Songs por la autorreflexión y el comentario social de las pistas, que consideraron como un testimonio de su talento para escribir. El Manila Bulletin, en particular, asoció estos temas con todos los mejores compositores que vinieron antes de Eilish, y escribió que servían como "un recordatorio de que Eilish, de 20 años, sigue siendo una de las cantautoras más preciadas de su generación". Snapes también comentó sobre la letra de Guitar Songs. Ella describió su estilo de escritura como realista, impresionada con la sutileza y la habilidad de Eilish para discutir temas conmovedores sin restar importancia a su seriedad. Mary Siroky de Consequence seleccionó "The 30th" como la mejor canción nueva de la semana que finaliza el 22 de julio de 2022, por su letra vulnerable y fácil de relacionar, dirigiendo elogios hacia el puente en particular.
Otros periodistas musicales se centraron en la producción del EP. Dos críticos alabaron su voz. Steffanee Wang, de Nylon, dijo que era "potente", y la otra, Lipshutz, dijo que estaba "cada vez más segura".  A Snapes le gustó que la melodía y la voz de Eilish fueran, para ella, apropiadas para el tono de la canción: "La melodía de cada línea parece tambalearse, cada una de ellas es un imperio que se desmorona con su voz trémula y ligera como una pluma" Mientras tanto, cuando dos críticos de la edición británica de GQ calificaron "TV" como una de las mejores canciones de 2022, citaron el uso de la "escalofriante" muestra del público, que le permitió formar una "devastadora maravilla".
El carácter personal y pensativo de los temas llevó a algunos a calificarlos con elogios distintivos. Con "TV", el periodista musical de The Guardian Alexis Petridis escribió que su tono melancólico la convertía en una adición digna de mención al set list del concierto de Manchester; la consideraba la mejor de las que ella interpretó allí.  Por otro lado, "The 30th" fue seleccionada por Consequence como la mejor nueva canción de la semana que coincidió con el lanzamiento de Guitar Songs, con elogios centrados en su "equilibrio de vulnerabilidad, especificidad y absoluta relacionabilidad" que creían que era la razón del atractivo transgeneracional de Eilish. La publicación escribió: "Es [...] el tipo de rareza inesperada que mantiene a Eilish separada de tantos otros de sus cohortes de pop oscuro" Benitez-Eves incluyó la canción entre las diez mejores de Eilish en un artículo de American Songwriter publicado en febrero de 2023.

## Actuaciones en directo

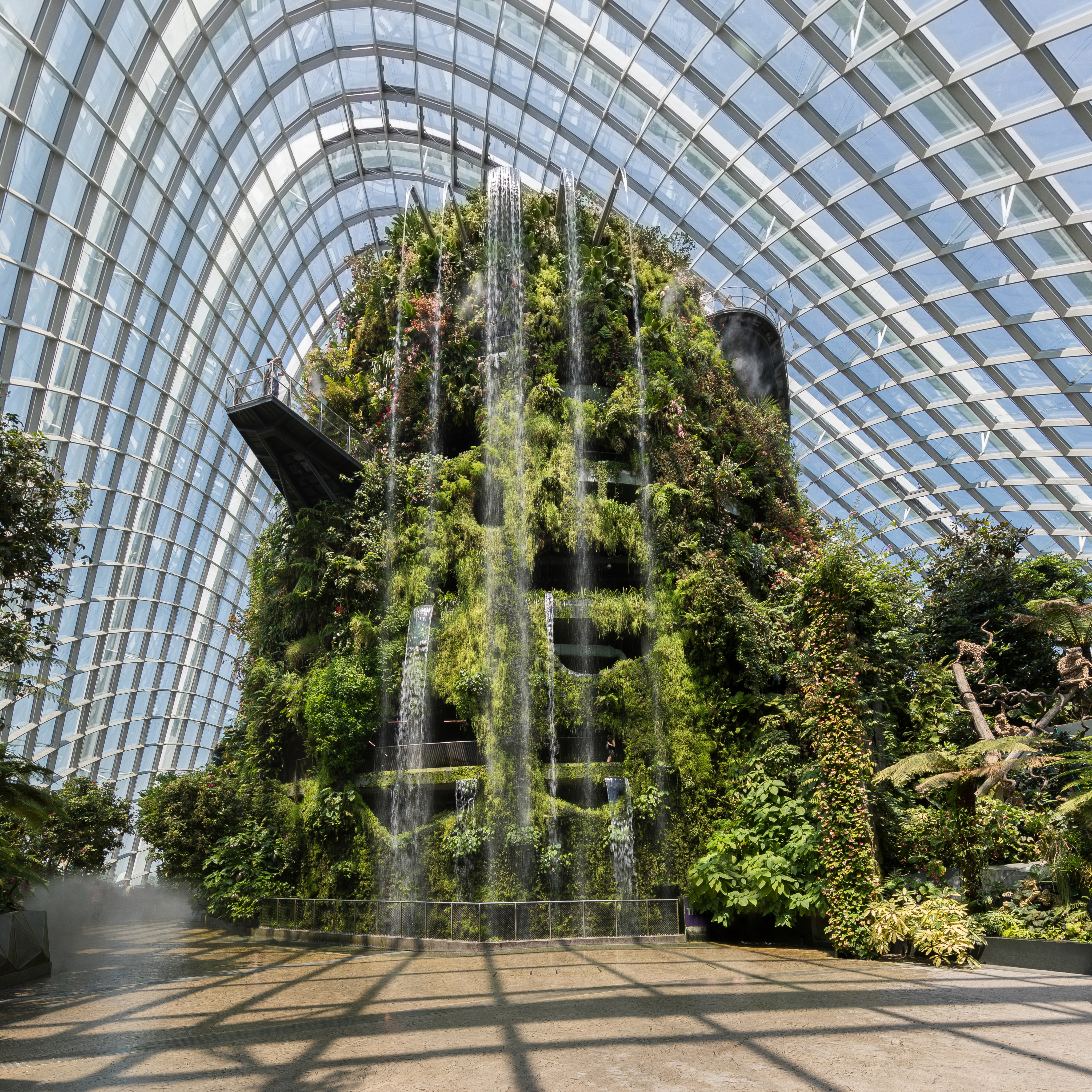
Como parte de una campaña de La oficina de turismo de Singapur para atraer viajes internacionales hacia el país, Eilish filmó una actuación en directo de Guitar Songs en Gardens by the Bay.

Nueve días después del lanzamiento del EP, Eilish y Finneas visitaron la tienda de discos Amoeba Music en Hollywood para tocar "TV" junto con otras tres canciones. Esto se hizo en conmemoración del primer aniversario de Happier Than Ever. Los dos siguieron incluyendo "TV" en las listas de canciones de algunas fechas de la gira mundial, como la del concierto de Singapur.
Durante la parada en Manila de la gira, Eilish y Finneas hicieron una interpretación en directo de "The 30th" por primera vez. Eilish luchó con la interpretación de la canción debido a las letras personales, diciendo: "Está fuera, pero nunca la habíamos interpretado en directo. Por favor, tengan paciencia conmigo, es una canción muy difícil de cantar, así que voy a intentarlo lo mejor que pueda. Esta canción está dedicada a mi querido, querido amigo, eso es todo lo que voy a decir."
Tras la etapa asiática de la gira, ella y Finneas colaboraron con el Consejo de Turismo de Singapur para filmar actuaciones en directo de "The 30th" y "TV". Compartió los vídeos en su cuenta de YouTube el 21 de septiembre de 2022. Grabadas en el Cloud Forest de los Gardens by the Bay, las actuaciones formaban parte de una campaña para impulsar los viajes internacionales a Singapur tras el inicio de la pandemia de COVID-19 en 2020.

## Lista de canciones
Todas las canciones escritas y compuestas por Billie Eilish y Finneas O'Connell. 
| Guitar Songs |            |          |  |
| N.º          | Título     | Duración |  |
| 1.           | «TV»       | 4:41     |  |
| 2.           | «The 30th» | 3:36     |  |
| 8:17         |            |          |  |

## Charts
Guitar Songs no apareció en ninguna lista de álbumes, por lo que esta sección mostrará cómo funcionaron comercialmente sus dos temas.

### Weekly charts
| Chart (2022)                                               | Peak chart position | Peak chart position |
| Chart (2022)                                               | "TV"                | "The 30th"          |
| ---------------------------------------------------------- | ------------------- | ------------------- |
| Australia (ARIA)                                           | 23                  | 31                  |
| Canadá (Canadian Hot 100)                                  | 30                  | 48                  |
| Francia (SNEP)                                             | 173                 | —                   |
| Alemania (Official German Charts)                          | 81                  | —                   |
| Mundial Global 200 (Billboard)                             | 25                  | 50                  |
| Grecia (IFPI)                                              | 19                  | 56                  |
| Islandia (Plötutíðindi)                                    | 15                  | 24                  |
| Irlanda (IRMA)                                             | 17                  | 20                  |
| Japón (Billboard Japan)                                    | 16                  | —                   |
| Lituania (AGATA)                                           | 26                  | 70                  |
| Malasia Malaysia International (RIM)                       | 17                  | —                   |
| Países Bajos (Single Top 100)                              | 78                  | 100                 |
| Nueva Zelanda (Recorded Music NZ)                          | 17                  | 22                  |
| Noruega (VG-lista)                                         | 33                  | —                   |
| Portugal (AFP)                                             | 54                  | 94                  |
| Sudáfrica (RISA)                                           | 63                  | —                   |
| Suecia (Sverigetopplistan)                                 | 22                  | —                   |
| Suiza (Schweizer Hitparade)                                | 33                  | 88                  |
| Reino Unido UK Singles (OCC)                               | 23                  | 33                  |
| Estados Unidos US Billboard Hot 100                        | 52                  | 79                  |
| Estados Unidos US Hot Rock & Alternative Songs (Billboard) | 7                   | 11                  |
| Vietnam (Vietnam Hot 100)                                  | 54                  | —                   |

### Year-end charts
| Chart (2022)                                               | Position | Position   |
| Chart (2022)                                               | "TV"     | "The 30th" |
| ---------------------------------------------------------- | -------- | ---------- |
| Estados Unidos US Hot Rock & Alternative Songs (Billboard) | 36       | 66         |

| Chart (2023)                                               | Position |
| ---------------------------------------------------------- | -------- |
| Estados Unidos US Hot Rock & Alternative Songs (Billboard) | 59       |

## Personal
- Billie Eilish – vocales, ingeniería, edición vocal

- Finneas O'Connell – producción, ingeniería, edición vocal, bajo, batería, guitarra, piano, programación, sintetizador

- Dave Kutch – masterización

- Rob Kinelski – mixing

- Eli Heisler – asistencia en mixing